# Roncus cerberus
Roncus cerberus är en spindeldjursart som först beskrevs av Simon 1879.  Roncus cerberus ingår i släktet Roncus och familjen helplåtklokrypare. Inga underarter finns listade i Catalogue of Life.